# Образцов, Георгий Дмитриевич
Георгий Дмитриевич Образцов (31 декабря 1898 Санкт-Петербург, Российская империя — 3 мая 1973 Челябинск СССР) — ректор ЧГМИ.

## Биография
Родился 31 декабря 1898 году (по новому стилю 12 января 1899 года), в Санкт-Петербурге. В 1918 с золотой медалью окончил гимназию, поступил в Петроградскую военно-медицинскую академии учась в ней до 1924 года. В 1927—1935 гг. работал врачом, заведующим биохимической лаборатории Ленинградского института охраны здоровья детей и подростков и в институте усовершенствования врачей. В 1936 года защитил кандидатскую, а в 1941 докторскую. В 1941 году призван в армию на службу в эвакогоспиталях Ленинградского фронта. В 1944 году демобилизован из армии. С 1944—1950 гг. заведующий кафедрой факультетской хирургии Красноярского медицинского института, работал заместителем директора института по научной и лечебной работе. В 1950 году был назначен директором ЧГМИ и заведующим кафедрой госпитализации хирургии. В 1957 Образцов Г. Д. руководил строительством студенческого общежития. В 1959 году по состоянию на ушёл с поста ректора ЧГМИ. С 1969 года профессор-консультант института.
Умер 3 мая 1973 года, похоронен на Успенском кладбище.

## Научная деятельность
Автор 100 научных работ по вопросам хирургии, проблемам травматического шока и идеям нервизма и хирургии. Под его руководством было сдано 8 докторских и 20 кандидатских диссертаций.

## Основные работы
- Образцов Г. Д. Глухой шов под покровом антибиотиков в лечении больных с острым перитонитом: (Из опыта хирургической клиники Челябинского медицинского института). Тр. I съезда хирургов. / соавт. Лурье Т. М. — Л., 1959.
- Образцов Г. Д. Пятнадцатилетний опыт изучение и хирургического лечения эндемического зоба и тиреотоксикоза в Челябинской области. // Материалы конференции учёных Челябинской области, посвящённой 50-летию Советской власти: (Медицинская секция).. — Челябинск., 1967.